# Фицджеральд-Де Рос, Шарлотта, 20-я баронесса де Рос
Шарлотта Фицджеральд-де Рос, 20-я баронесса де Рос из Хелмсли (24 мая 1769 — 9 января 1831), также известная как леди Генри Фицджеральд, была пэром англо-ирландского парламента де-юре.

## Биография
Она была дочерью достопочтенного Роберта Бойла, позже Бойл-Уолсингем (1736—1780) и его жены Шарлотты Хэнбери Уильямс (ум. 1790), дочери сэра Чарльза Хэнбери Уильямса и леди Фрэнсис Конингсби. Её бабушкой и дедушкой по отцовской линии были Генри Бойл, 1-й граф Шеннон, и его вторая жена леди Генриетта Бойл.
Большую часть своего детства она провела со своими родителями в особняке Бойл Фарм в Темз-Диттоне, который был приобретён её матерью в 1784 году у лорда Хартфорда.
В Лондоне 3/4 августа 1791 года, более чем через год после смерти матери, Шарлотта вышла замуж за лорда Генри Фицджеральда, члена семьи герцога Ленстерского. Подав прошение королю Георгу III в 1790 году, она в конце концов (в 1806 году) смогла положить конец временной приостановке баронства де Рос, самого древнего баронского титула в Англии, в свою пользу — даже несмотря на то, что у этого титула было ещё два сонаследника на баронство, и у неё была только четверть доли; другой истец, сэр Генри Ханлок, 4-й барон, имел половину доли и был главным наследником старшей из двух сестер, от которых были получены претензии. Палата лордов не дала четкого объяснения награды, за исключением вывода о том, что Шарлотта происходила из лучшей семьи (или, по крайней мере, вышла замуж за неё).
Шарлотта официально изменила свое имя по Королевской лицензии 6 октября того же года на Шарлотту Фицджеральд-де Рос. Члены семьи де Рос долгое время жили в Темз-Диттоне. У них были связи с самыми яркими представителями общества, начиная с герцога Веллингтона. Младшим братом Генри был печально известный лорд Эдвард Фицджеральд.
Скончалась 9 января 1831 года в возрасте 61 года.